# Ingyeo ingan
Pour plus de détails, voir Fiche technique et Distribution.
Ingyeo ingan (잉여인간) est un film sud-coréen réalisé par Yu Hyǒn-mok, sorti en 1964.

## Synopsis
Des hommes discutent dans la salle d'attente d'un hôpital.

## Fiche technique
- Titre : Ingyeo ingan
- Titre original non latin : 잉여인간
- Titre anglais : The Extra Mortals
- Réalisation : Yu Hyǒn-mok
- Scénario : Lim Hee-jae et Son Chang-Seop
- Musique : Jeong Yun-ju
- Photographie : Hong Dong-hyeok
- Montage : Yu Jae-won
- Production : Won Baek
- Pays :  Corée du Sud
- Genre : Drame
- Durée : 100 minutes
- Dates de sortie : 
  -  Corée du Sud : 11 avril 1964

## Distribution
- Kim Jin-kyu
- Shin Young-kyun
- Do Kum-bong
- Kim Seok-kang

## Distinctions
Le film a reçu deux Blue Dragon Film Awards : meilleur film et meilleure photographie en noir et blanc.